# Puccinia torosa
Puccinia torosa ist eine Ständerpilzart aus der Ordnung der Rostpilze (Pucciniales). Der Pilz ist ein Endoparasit des Süßgrases Arundo donax. Symptome des Befalls durch die Art sind Rostflecken und Pusteln auf den Blattoberflächen der Wirtspflanzen. Sie ist ein Endemit Südafrikas.

## Merkmale

### Makroskopische Merkmale
Puccinia torosa ist mit bloßem Auge nur anhand der auf der Oberfläche des Wirtes hervortretenden Sporenlager zu erkennen. Sie wachsen in Nestern, die als gelbliche bis braune Flecken und Pusteln auf den Blattoberflächen erscheinen.

### Mikroskopische Merkmale
Das Myzel von Puccinia torosa wächst wie bei allen Puccinia-Arten interzellulär und bildet Saugfäden, die in das Speichergewebe des Wirtes wachsen. Aecien oder Spermogonien der Art sind nicht bekannt. Die zimtbraunen Uredien des Pilzes wachsen zumeist unterseitig auf den Blättern der Wirtspflanze. Ihre goldbraunen Uredosporen sind ellipsoid bis länglich, 29–35 × 19–23 µm groß und fein stachelwarzig. Die beiderseitig auf Blättern und Hüllrohren wachsenden Telien der Art sind schwärzlich bis schokoladenbraun, zusammenfließend und früh unbedeckt. Die goldenen bis hell haselnussbraunen Teliosporen sind zweizellig, in der Regel ellipsoid und 50–64 × 22–28 µm groß. Ihre Stiele sind bräunlich und bis zu 150 µm lang.

## Verbreitung
Das bekannte Verbreitungsgebiet von Puccinia torosa umfasst lediglich Südafrika.

## Ökologie
Die Wirtspflanze von Puccinia torosa ist Arundo donax. Der Pilz ernährt sich von den im Speichergewebe der Pflanzen vorhandenen Nährstoffen, seine Sporenlager brechen später durch die Blattoberfläche und setzen Sporen frei. Die Art verfügt über einen Entwicklungszyklus, von dem bislang lediglich Telien und Uredien sowie deren Wirt bekannt sind; Spermogonien und Aecien konnten dem Pilz nicht zugeordnet werden.